# سفينة فاسا
فاسا (أو واسا), هي سفينة حربية شراعية سويدية تم بناؤها ما بين العام 1626-1628. وانهارت وغرقت بعد أقل من ميل بحري (حوالي 2 كلم) في رحلتها الأولى في 10 آب 1628، تم اكتشاف موقع السفينة في الخمسينات من القرن الماضي وتم انتشالها سليمة إلى حد كبير في العام 1961 ووضعت في متحف مؤقت حتى عام 1987, ونقلت بعد ذلك إلى متحف فاسا في ستوكهولم. السفينة هي واحدة من مناطق الجذب السياحي في السويد الأكثر شعبية، وقد اطلع عليها أكثر من 29 مليون زائر منذ عام 1961. فاسا منذ انتعاشها أصبحت رمزا معترف بها في السويد.اليوم أيضا تعتبر المعيار الواقعي في وسائل الإعلام وبين السويديين لتقييم الأهمية التاريخية لحطام السفن.